# Guacanagari
Guacanagari († 1494) war einer der fünf indigenen Könige von Hispaniola. Er empfing Christoph Kolumbus 1492, nachdem dessen Schiff, die Santa Maria, am Weihnachtstag 1492 vor der Insel auf Grund gelaufen war.
Als Kolumbus die Insel verließ, griffen benachbarte Kaziken die spanische Siedlung La Navidad an. Die Spanier wurden ermordet und La Navidad sowie die Stadt von König Guacanagari niedergebrannt.
Guacanagari weigerte sich mit den anderen Kaziken zusammenzuarbeiten, die versuchten, die Spanier von der Insel zu vertreiben. Er floh in das bergige Hinterland von Hispaniola, wo er 1494 starb.